# 駐舊金山臺北經濟文化辦事處
駐舊金山臺北經濟文化辦事處（英語：Taipei Economic and Cultural Office in San Francisco，簡稱：TECO-San Francisco）是中華民國外交部在美國加利福尼亞州舊金山的領事館級辦事處。其位於蒙哥馬利街（Montgomery Street）上。該辦事處領務轄區為加州北部、內華達州以及猶他州。

## 歷史

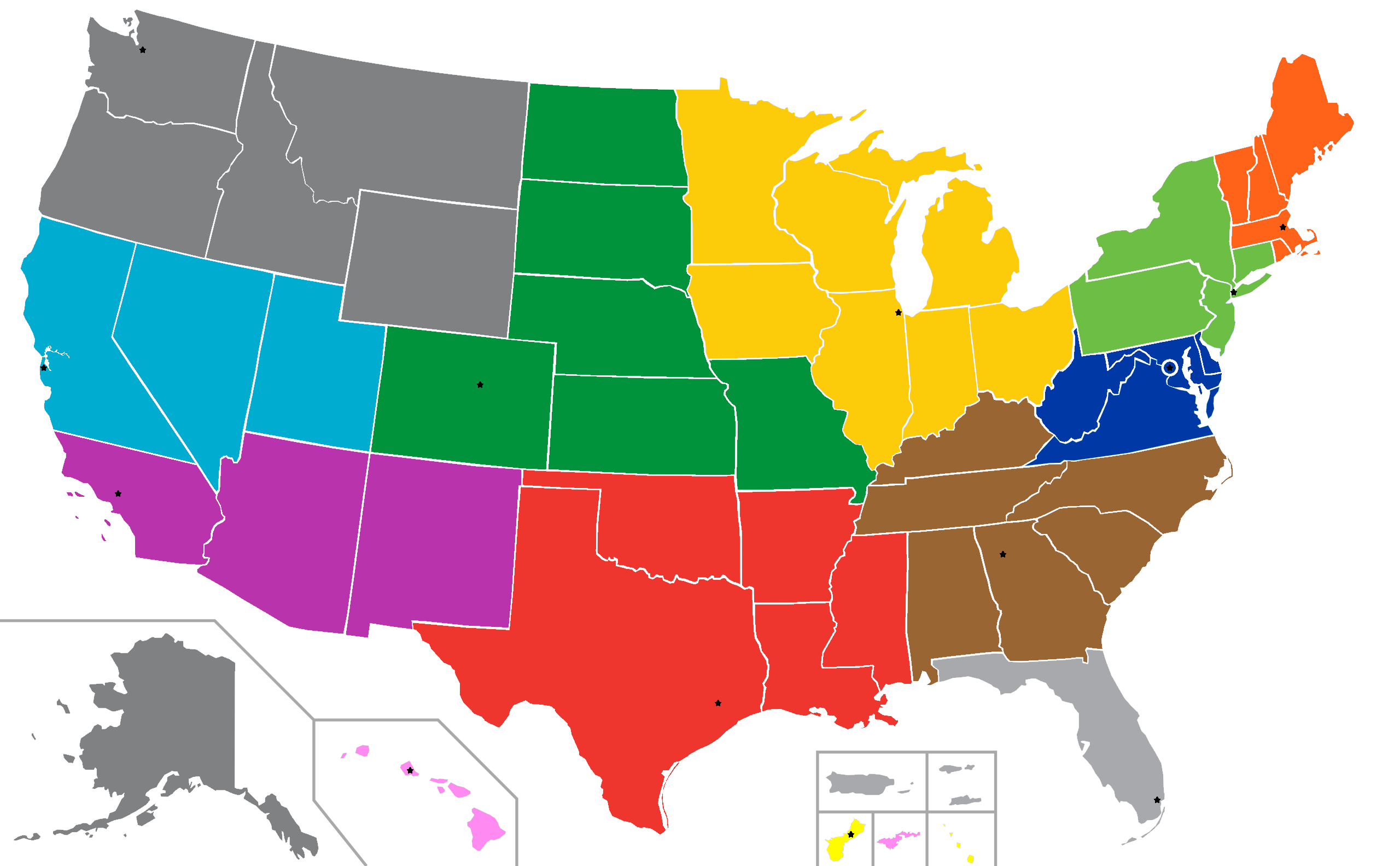
駐舊金山臺北經濟文化辦事處領事轄區

1979年1月1日，中华民国与美国断交。同年2月28日，中華民國駐金山總領事館閉館。3月1日，设立北美事務協調委員會駐金山辦事處。1992年4月30日，更名為北美事務協調委員會駐舊金山辦事處。10月10日，更名为駐舊金山臺北經濟文化辦事處:62—63。

## 外部連結
- 駐舊金山臺北經濟文化辦事處 官方網站 （页面存档备份，存于）